# Игры игроков
«Игры игроков» (иер. трад. 鬼馬雙星, упр. 鬼馬双星, кант.-рус.: Куай ма сён син, англ. Games Gamblers Play) — гонконгская комедия 1974 года, режиссёр Майкл Хёй. Главные роли в фильме исполнили Майкл Хёй, Сэм Хёй, Рики Хёй, Бетти Тинг, Джеймс Вонг Джим и Рой Чао.

## Сюжет
Кит (Сэм Хёй) — профессиональный шулер, но ему регулярно не везёт. Очередная попытка выиграть в казино, используя мошеннические приёмы, заканчивается тем, что Кит попадает в тюрьму. Там он знакомится с Маном (Майкл Хёй), более смышлёным шулером. Через полгода они выходят на свободу и решают объединить свои усилия, чтобы провернуть выгодное дело.

## В ролях
- Майкл Хёй — Ман
- Сэм Хёй — Кит
- Рики Хёй — игрок на пляже
- Бетти Тинг[англ.] — Пей-пей
- Лиза Луи — Сиу-мэй
- Рой Чао[англ.] — мужчина в баре
- Джеймс Вонг Джим[англ.] — дворецкий
- Бенц Хёй[англ.] — Билли
- Лоу Лан[англ.] — жена Мана
- Дин Шек[англ.] — клерк казино
- Саммо Хунг — мошенник на пляже
- Ли Куань — обнаженный мужчина в гостиничном номере
- Чан Лап-бан — игрок в блэкджек
- Чин Тси-анг[англ.] — игрок в блэкджек
- Хо Пак-Квонг — тюремщик
- Фунг Гинг-ман — крупье, играющий в кости